# 725
Évszázadok: 7. század – 8. század – 9. század
Évtizedek: 670-es évek – 680-as évek – 690-es évek – 700-as évek – 710-es évek – 720-as évek – 730-as évek – 740-es évek – 750-es évek – 760-as évek – 770-es évek
Évek: 720 – 721 – 722 – 723 –  724 – 725 – 726 – 727 – 728 – 729 – 730

## Események

### Európa
- Martell Károly frank majordomus a bajorok ellen vezet hadjáratot és csatában megöli Grimoald herceget. Unokaöccse, Hugbert meghódol a frankoknak. Károly magával viszi Swanachild bajor hercegnőt, akit - mivel első felesége, Rotrude az előző évben meghalt) feleségül vesz.
- Liutprand longobárd király meghódítja Korzikát (hozzávetőleges időpont).
- Meghal Wihtred, Kent királya. Országát három fia, II. Æthelberht, I. Eadberht és Alric közösen kormányozza.
- Bede angolszász szerzetes megírja a De temporum ratione ("Az idő számításáról") c. művét a húsvét idejének meghatározásáról.

### Omajjád Kalifátus
- Anbasza ibn Szuhajm al-Kalbí al-andaluszi kormányzó elfoglalja az évek óta ostromlott Carcassone-t, valamint Nîmes-t; utóbbi ellenállás nélkül kapitulál. Ezt követően betör a Frank Birodalomba, északra nyomul a Saône völgyében, elfoglalja és kifosztja Autunt, Senst és Luxeuilt.
- Maszlama, Hisám kalifa féltestvére betör a bizánci Anatóliába.
- Az egyiptomi keresztények fellázadnak a magas adók miatt.

### Kína
- Ji Hszing buddhista szerzetes vízhajtotta óraművet készít armilláris gömbjének forgatásához.

## Születések
- Paulus diakónus, longobárd történetíró

## Halálozások
- április 23. – Wihtred, kenti király
- *Grimoald, bajor herceg

## Fordítás
- Ez a szócikk részben vagy egészben  a(z)   725 című angol Wikipédia-szócikk ezen változatának fordításán alapul.  Az eredeti cikk szerkesztőit annak laptörténete sorolja fel. Ez a jelzés csupán a megfogalmazás eredetét és a szerzői jogokat jelzi, nem szolgál a cikkben szereplő információk forrásmegjelöléseként.